# Theme Park Manager
Theme Park Manager (in den USA und Brasilien SimCoaster, sonst Theme Park Inc.) ist eine 2001 erschienene Wirtschaftssimulation. Es war das letzte Spiel der Firma Bullfrog Productions, bevor das Studio mit EA UK verschmolz. Es ist der Nachfolger zu Theme Park World.

## Spielprinzip
Ziel des Spiels ist es, einen Vergnügungspark zu erstellen und zu leiten. Als Szenario dient eine verrückte Welt der Erfindung im Stil von Jules Verne, das ewige Eis und die arabische Wüste. Mit Achterbahnen, Karussells, 3D-Kinos und Kartbahnen können die Gäste amüsiert werden. Wichtig sind auch Imbiss- und Getränkebuden, die jedoch getrennt von Toilettenhäuschen platziert werden müssen. Zufriedene Gäste bringen am meisten Geld ein. Sind die Fahrgeschäfte zu wild oder die Spiele zu unfair, verlieren die Besucher das Interesse. Ebenso werden volle Abfalleimer und schmutzige WCs bemängelt. Reinigungspersonal und Gärtner müssen daher eingestellt werden, genauso wie Sicherheitspersonal, das Vandalen fernhält.

## Rezeption
Die Aufträge im Spiel seien oft eher lästig als motivierend, da sie entweder viel zu einfach oder zu schwer sind. Das Personal des Parks agiere sehr unselbstständig und wird auch durch feste Arbeitsbereiche nicht sinnvoll steuerbar. Das Spiel sei im Vergleich zum Vorgänger sehr ähnlich und wirke eher wie eine Computerspiel-Erweiterung, die erneut zum Vollpreis verkauft werde. Lediglich die Grafiksets wurden neu gestaltet. Die Präsentation sei abgenutzt. Die Grafik sei pixelig, die Steuerung umständlich. Die Spielzeit sei im Vergleich zum Vorgänger länger, es gäbe eine erweiterte Zoom-Funktion und die Steuerung wurde eingängiger. Trotz 3D-Grafik bleibe die Landschaft flach. Die Atmosphäre eines Vergnügungsparks werde von Konkurrent RollerCoaster Tycoon besser eingefangen.